# Septfonds
Septfonds [sɛtfɔ̃] (okzitanisch: Sèt-fonts) ist eine französische Gemeinde mit 2.254 Einwohnern (Stand: 1. Januar 2022) im Département Tarn-et-Garonne in der Region Okzitanien. Septfonds gehört zum Arrondissement Montauban und zum Kanton Quercy-Rouergue. Die Einwohner werden Septfontois genannt.

## Geographie
Septfonds liegt am Fluss Lère (hier Lère Morte genannt). Umgeben wird Septfonds von den Nachbargemeinden Cayriech und Saint-Georges im Norden, Lavaurette im Nordosten, Saint-Antonin-Noble-Val im Osten, Saint-Cirq im Süden, Monteils im Westen sowie Caussade im Nordwesten.
Durch die Gemeinde führt die frühere Route nationale 126 (heutige D926).

## Geschichte
Zahlreiche Dolmen (insgesamt fünfzehn) in der Gemeinde weisen auf die Bedeutung in der Frühgeschichte der Menschheit hin. Die Bastide Septfonds wurde 1271 von Alfons von Poitiers gegründet.
Für die Historikerin Geneviève Dreyfus-Armand ist Septfonds „die Wiege der Strohhutherstellung“. Ende des 18. Jahrhunderts entstand dort die erste Strohhutwerkstatt, der viele weitere folgten. Noch im Jahr 1900 war Septfonds ein wichtiges Zentrum für die Herstellung von Strohhüten und beschäftigte etwa 2.000 Menschen. Aber bereits im letzten Drittel des 19. Jahrhunderts gewannen die Maschine die Oberhand, und der Niedergang dieser Industrie begann.
1939 wurde in Septfonds ein Lager eingerichtet. Zunächst für die spanischen Republikaner angelegt, wurde es in der Besatzungszeit ab 1942 von den Deutschen als Internierungslager für Juden zur späteren Deportation in die Vernichtungslager genutzt.

### Bevölkerungsentwicklung
| 1962 | 1968 | 1975 | 1982 | 1990 | 1999 | 2006 | 2012 |
| ---- | ---- | ---- | ---- | ---- | ---- | ---- | ---- |
| 1583 | 1600 | 1605 | 1579 | 1731 | 1860 | 2039 | 2154 |

## Sehenswürdigkeiten
- Dolmen von Finelle
- Dolmen von Peyrelevade
- Tombe du Géant
- Spanischer Friedhof (Lage)
- Gedenkstätte des früheren Internierungslagers Camp de Septfonds (auch bekannt als Camp de Judes) (Lage)

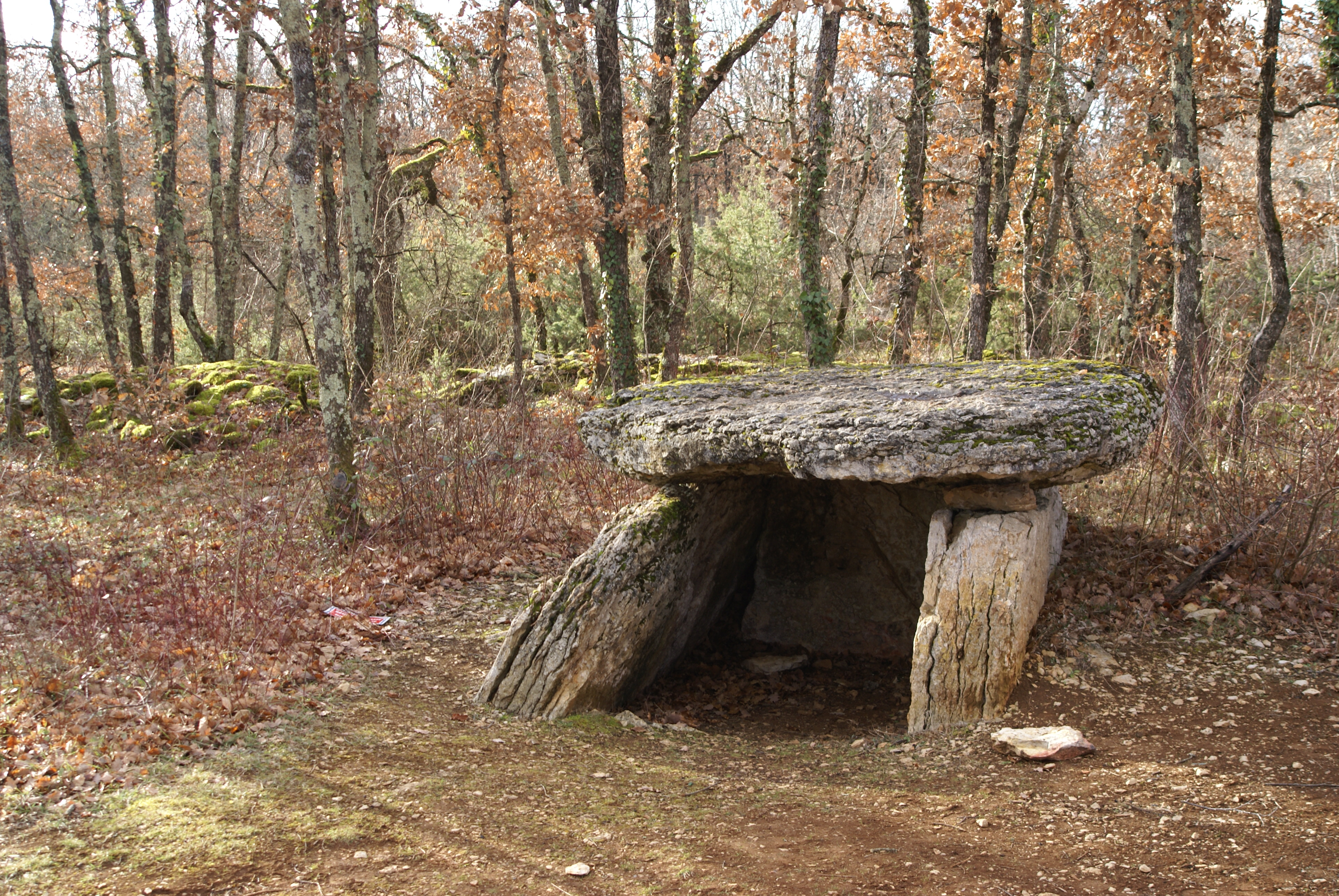
Dolmen von Combal in Finelle
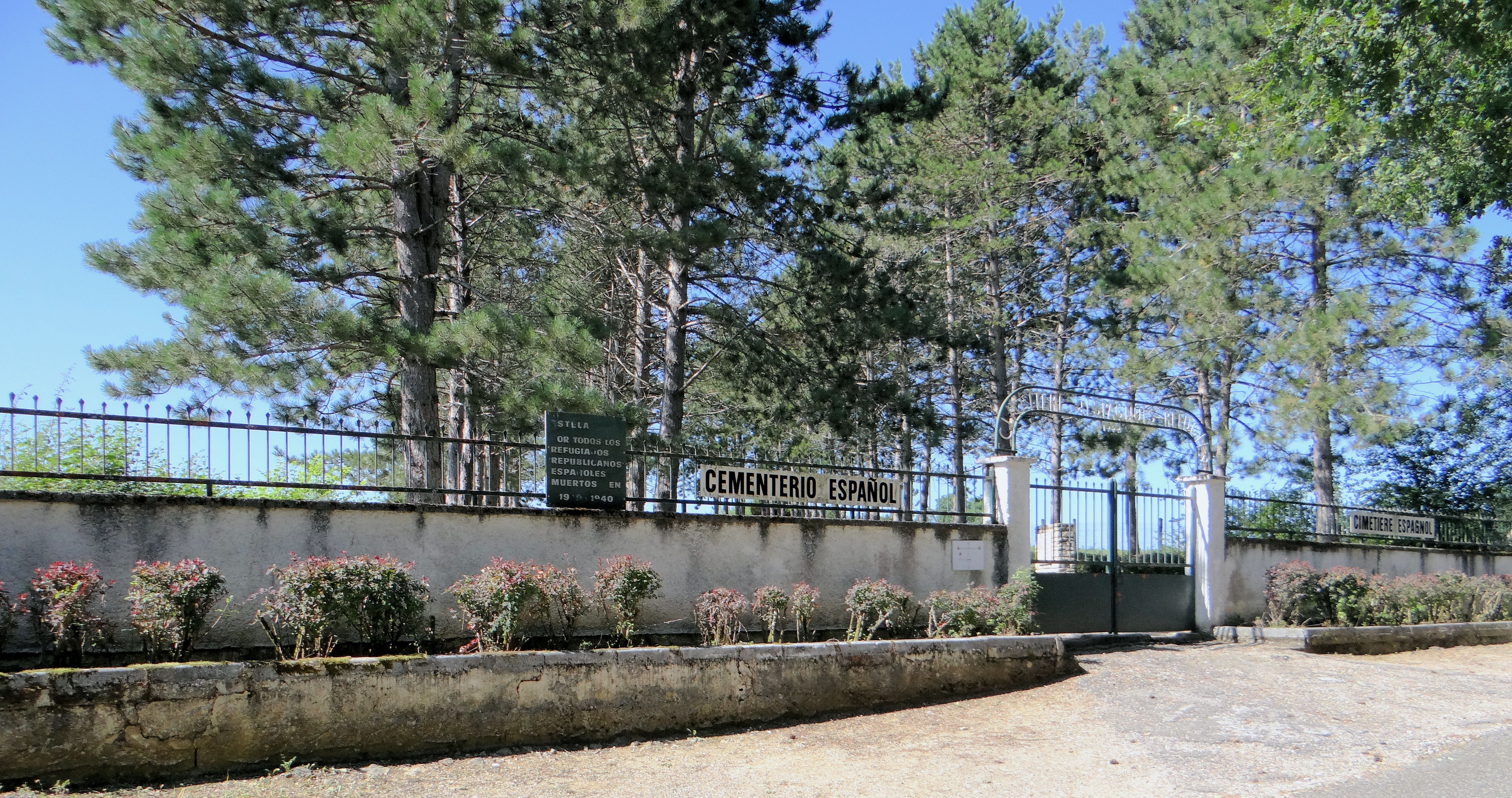
Eingangsbereich des Spanischen Friedhofs
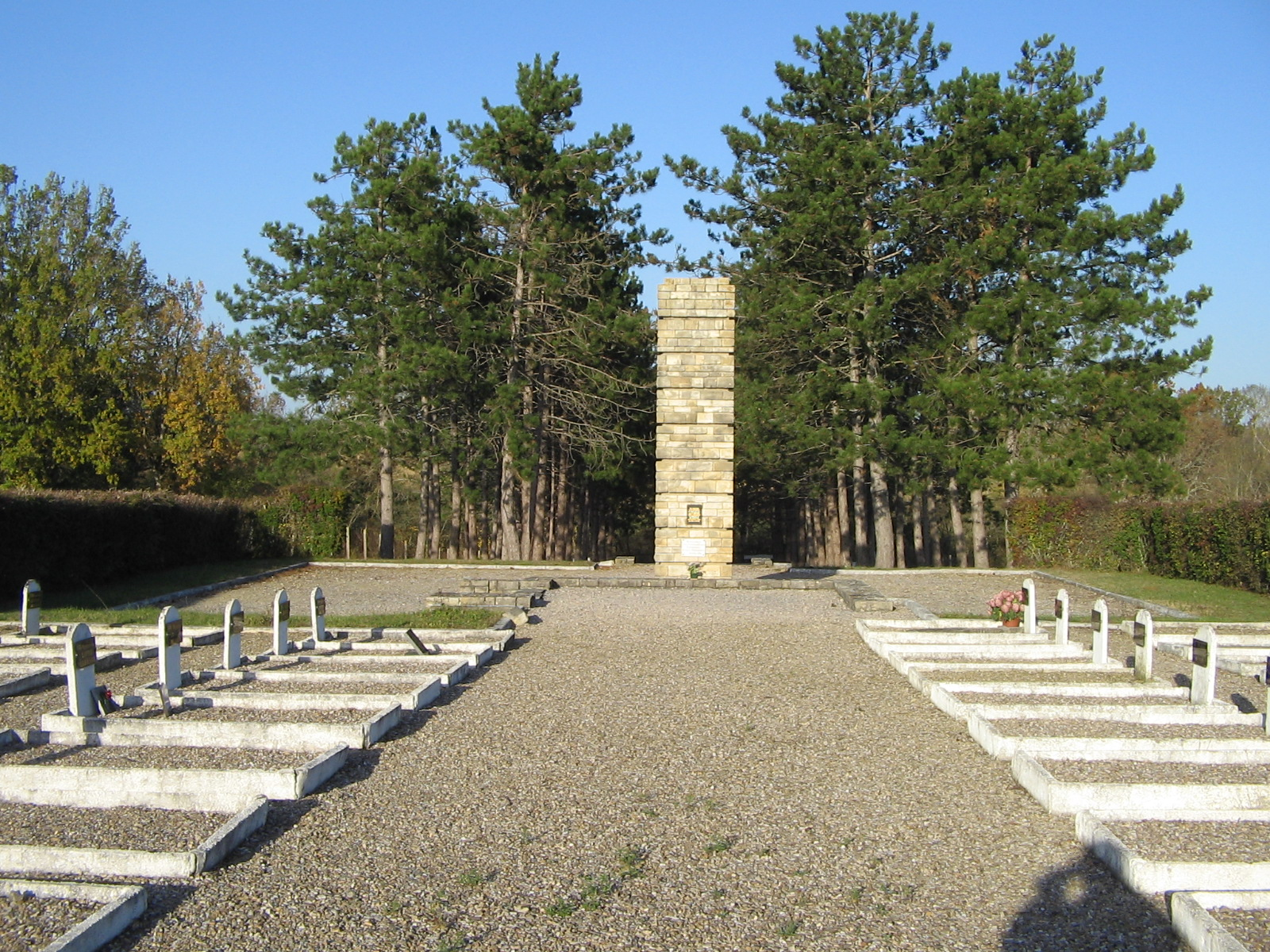
Gräberfeld und Gedenkstein auf dem Spanischen Friedhof
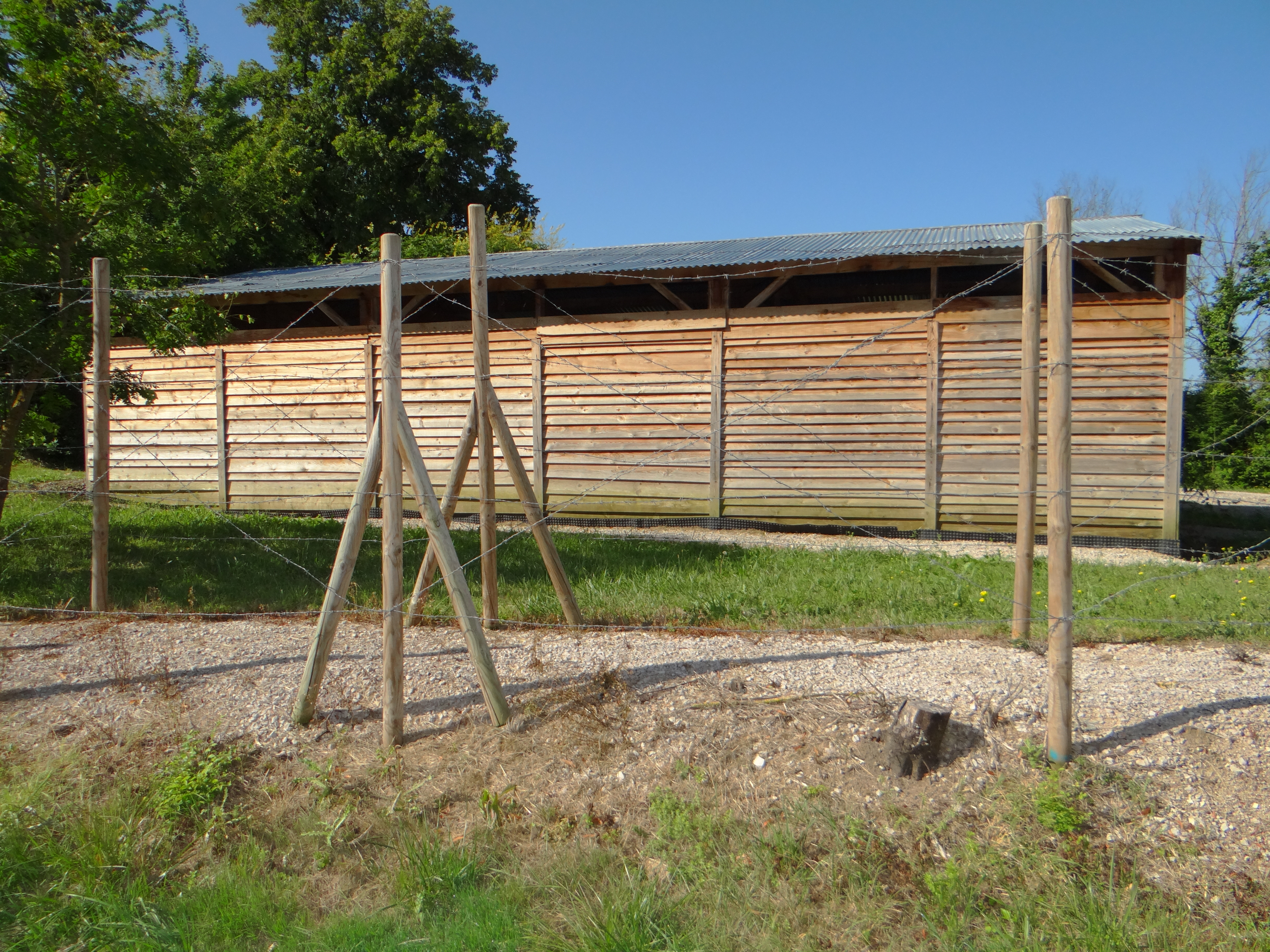
Rekonstruierte Gefangenenbaracke an der Gedenkstätte für das ehemalige Internierungslager

## Persönlichkeiten
- Dieudonné Costes (1892–1973), Luftfahrtpionier
- Étienne Roda-Gil, auch: Esteve Roda Gil (1941–2004), Schriftsteller und Anarchist